# Георгиевский монастырь (Москва)
Георгиевский монастырь — русский православный монастырь, находившийся в Москве. Георгиевский монастырь возник из древней приходской церкви святого Георгия Победоносца (между Тверской и Большой Дмитровкой).

## История
В большинстве своём историки XIX века (А. С. Ратшин, И. М. Снегирёв, В. В. Зверинский) предположили, что монастырь был основан в конце XV или начале XVI века девицей Феодосией, дочерью боярина Юрия Захарьевича Кошкина, тёткой царицы Анастасии Романовны (первой жены Иоанна IV Грозного). Они основывались на монастырском предание, записанный оригинал которого сгорел вместе с архивом монастыря во время Отечественной войны 1812 года. 
Впервые Георгиевский монастырь упоминался в грамоте 1503 года рузского князя Иоанна Борисовича, который выплачивал заёмное «егорьевское серебро», данные грамоты также свидетельствуют о том, что к 1498 монастырь уже существовал.
Георгиевский храм впервые упоминается в духовной грамоте 1461 года великого князя Василия II Тёмного. «Святой Георгий на Дмитровке» упоминался в летописи о московском пожаре 1493 года. Вероятнее всего, уже в начале XVI века монастырь был женским.

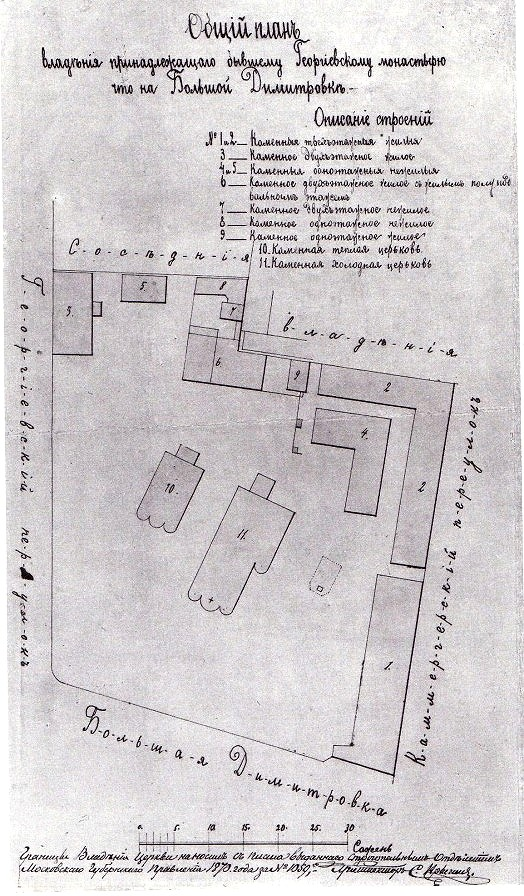
План-схема строений бывшего монастыря на 1870 г.

Источником существования монастыря были приписанные земли и ссудный капитал, полученный в виде денежных вкладов, который отдавался в долг под ссудные проценты. В начале XVIII века монастырь владел 173 дворами. 
После воцарения в 1613 году Романовых благополучие их родового монастыря расцвело. Примерно в 1670-е годы в Георгиевском монастыре появилась вторая церковь (отапливаемая) по благословению патриарха Московского Иоакима. Средства поступили от боярина Родиона Матвеевича Стрешнева. Был возведен храм в честь Казанской иконы Божией Матери.  
В 1700—1701 годах по благословению митрополита Стефана (Яворского) на месте разобранной старой Георгиевской церкви был выстроен новый одноимённый собор в стиле нарышкинского барокко.  В 1750 году на средства княгини П. П. Шаховской была построена третья церковь во имя святых Захарии и Елисаветы в честь и во здравие правящей императрицы Елизаветы Петровны.
У монастыря было две особенности: здесь принимали иноческий постриг знатные русские женщины из именитых родов (Гагарины, Лопухины, Нарышкины и др.) и из канцелярии Тайных дел присылали сюда опальных «политических» женщин или «находившихся под подозрением», а ещё в нём селились женщины, наряду с монахинями участвуя в молитвах и трудах, но не принимая иноческого сана; местные насельницы славились своими кружевами.

По ведомости игуменьи Венедикты от 1763 года в монастыре числились 23 монахини. В 1764 году монастырь был отнесён к 3-му классу. В 1773 году случился пожар, сильно повредивший монастырь. В 1776 году постройки монастыря были отремонтированы и построена ограда (при поддержке императрицы Екатерины II). 
В 1812 году во время Отечественной войны большинство монахинь уехали из Москвы. Последняя настоятельница монастыря осталась в своей обители, где и погибла от рук французов. Французы ворвались в монастырь, ища местные сокровища, они стали пытать настоятельницу, священника и дьякона, но безуспешно. Историк Снегирёв полагал, что захватчикам всё же удалось найти спрятанные ценности. Французские солдаты встали на постой в Георгиевской церкви, а в двух других монастырских храмах поставили лошадей. Потом случился пожар и почти все здания монастыря сгорели, кроме нескольких келий. 
После освобождения столицы монахини вернулись. В 1813 году Георгиевская и Казанская церкви были восстановлены при денежной поддержке Бекетова и Дурасова; после упразднения монастыря их обратили в приходские церкви. Однако в 1813 году сам монастырь был упразднён, так как был сильно разрушен, монахини были переведены в Страстной монастырь. В 1866 году была разобрана церковь святых Захарии и Елисаветы. На карте Москвы 1853 года видна примерная территория монастыря с церквями.

### После революции
После революции церкви закрыли, а в мае 1930 года администрация Большого театра предложила снести Георгиевскую церковь и построить театральные мастерские. Одно время там был устроен гараж. Оба храма были снесены в середине 1930-х.
Сохранились здания монастырских келий (Георгиевский переулок, 3-7/3; Большая Дмитровка, 3, 5). В основе домов синодального ведомства по Камергерскому переулку также находятся игуменские кельи монастыря.
Название монастыря сохранилось в наименовании Георгиевского переулка.

### Храмы
| Илл. | Название                                          | Основание / Первое упоминание | Итоговое каменное здание | Снос              | Описание |
| ---- | ------------------------------------------------- | ----------------------------- | ------------------------ | ----------------- | --- |
|      | Церковь Казанской Богоматери на Большой Дмитровке | 1652                          | 1652                     | 1930-е            | 5-главый храм представлял собой прямоугольный в плане, вытянутый с севера на юг, 5-главый 2-светный четверик с выступающими 3 полукружиями апсид; с запада к нему примыкала трапезная. Кровлю венчало необычное 5-главие: луковичные главки на барабанах стояли на массивных квадратных постаментах, которые завершались кокошниками; основание центральной главы располагалось выше остальных. |
|      | Церковь Георгия Победоносца на Большой Дмитровке  | 15 век                        | 18 век (начало)          | 1930-е (середина) | В стиле нарышкинского барокко. Квадратный в плане — бесстолпный 5-главый 2-светный четверик, с алтарём в виде 3 полукружий, с примыкающими к нему с запада трапезной, перекрытой коробовым сводом, и трёхъярусной колокольней с шатровым завершением. |
|      | Церковь Захарии и Елисаветы                       |                               | 1750                     | 1866              | |

## Некрополь
На монастырском кладбище были похоронены многие известные люди. Одной из первых здесь была похоронена основательница монастыря Феодосия Юрьевна. Внутри Георгиевской церкви был погребен дьяк Никита Моисеевич Зотов (учитель Петра I). В 1756 году здесь был похоронен опальный дипломат Михаил Гаврилович Головкин (умерший в изгнании в Сибири и перевезённый женой в Москву).
В XVI—XVIII веках в монастыре были похоронены члены московских дворянских фамилий: Вельяминовых, Клешненых, Кокоревых, Мещерских, Милюковых, Голицыных, Шаховских, Троекуровых, Ромодановских и др.
В 1949 году при строительстве школы на месте бывшего Георгиевского собора была собрана первая большая коллекция старомосковских надгробий XVI—XVIII веков, происходящих с одного кладбища. 
В 1990 году при раскопках севернее Георгиевского собора были изучены погребения того же времени и раскрыт подклет церкви святых Захарии и Елисаветы.